# Stenamma schmidti
Stenamma schmidti är en myrart som beskrevs av Menozzi 1931. Stenamma schmidti ingår i släktet Stenamma och familjen myror. Inga underarter finns listade i Catalogue of Life.

## Bildgalleri

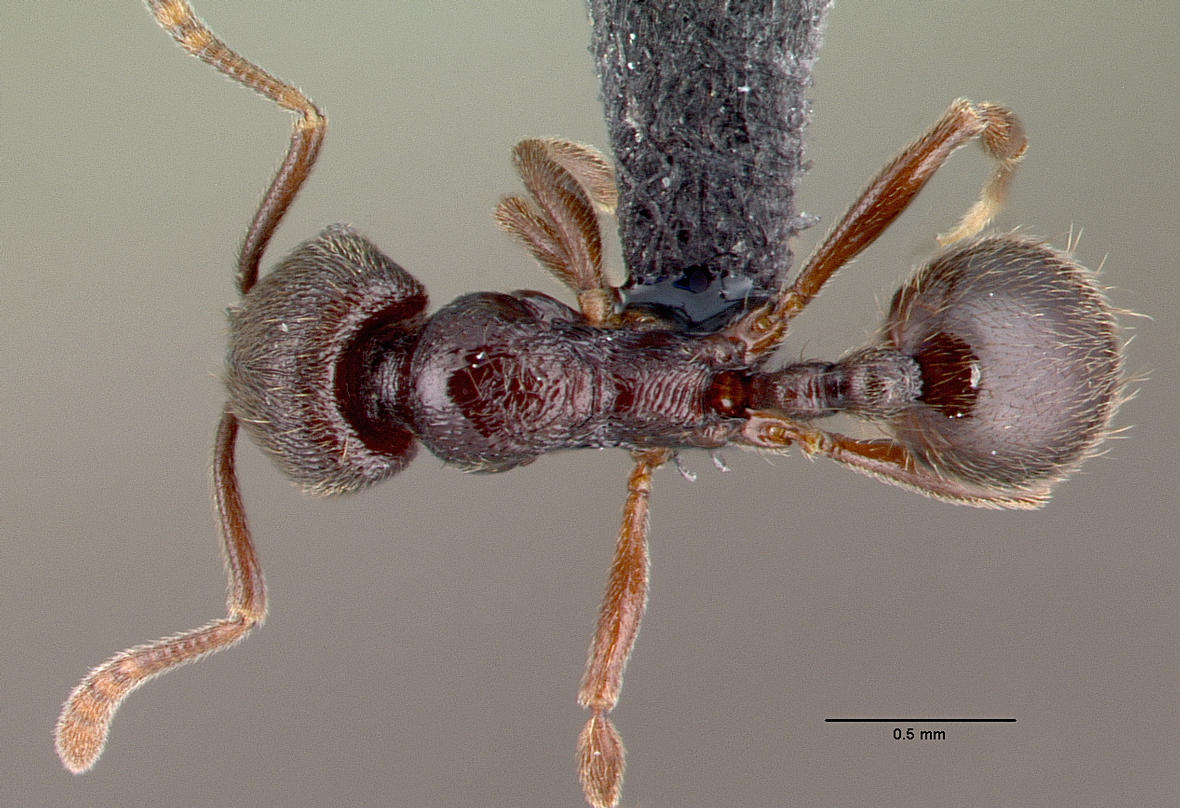
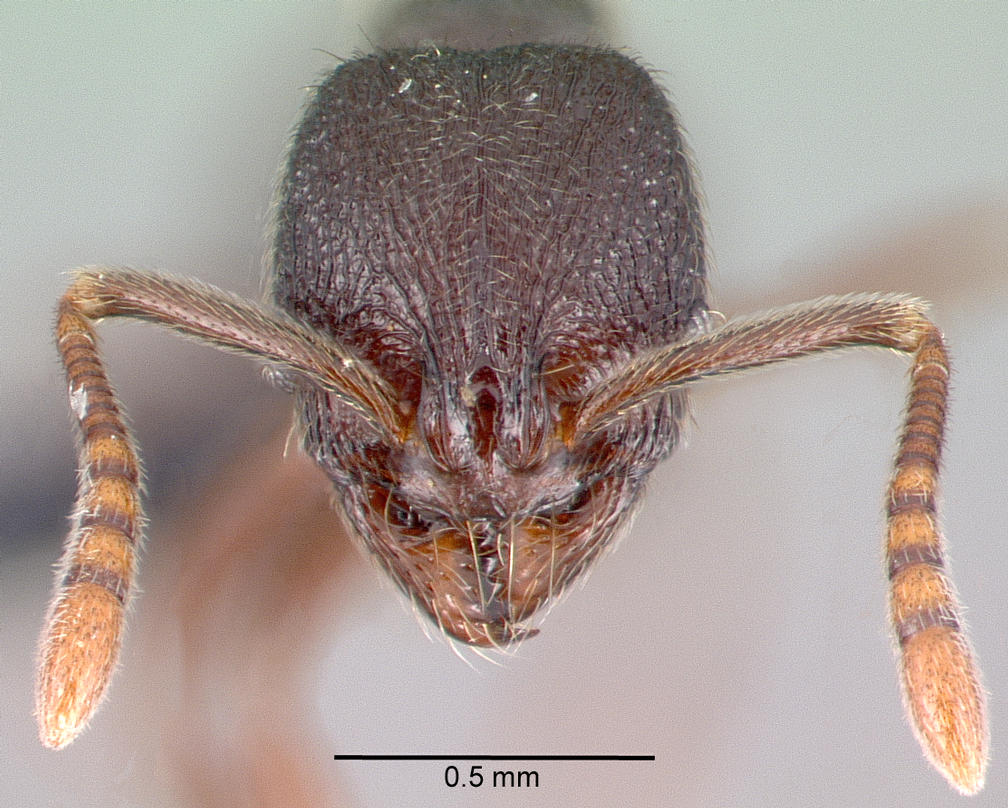
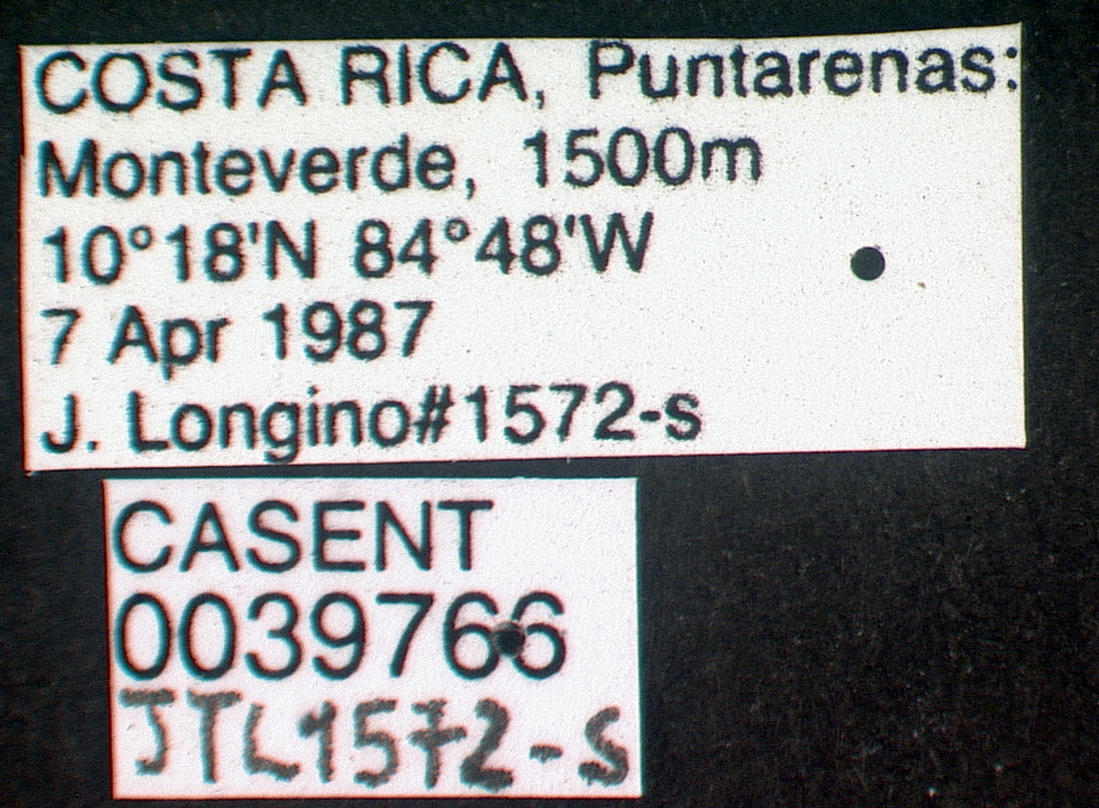
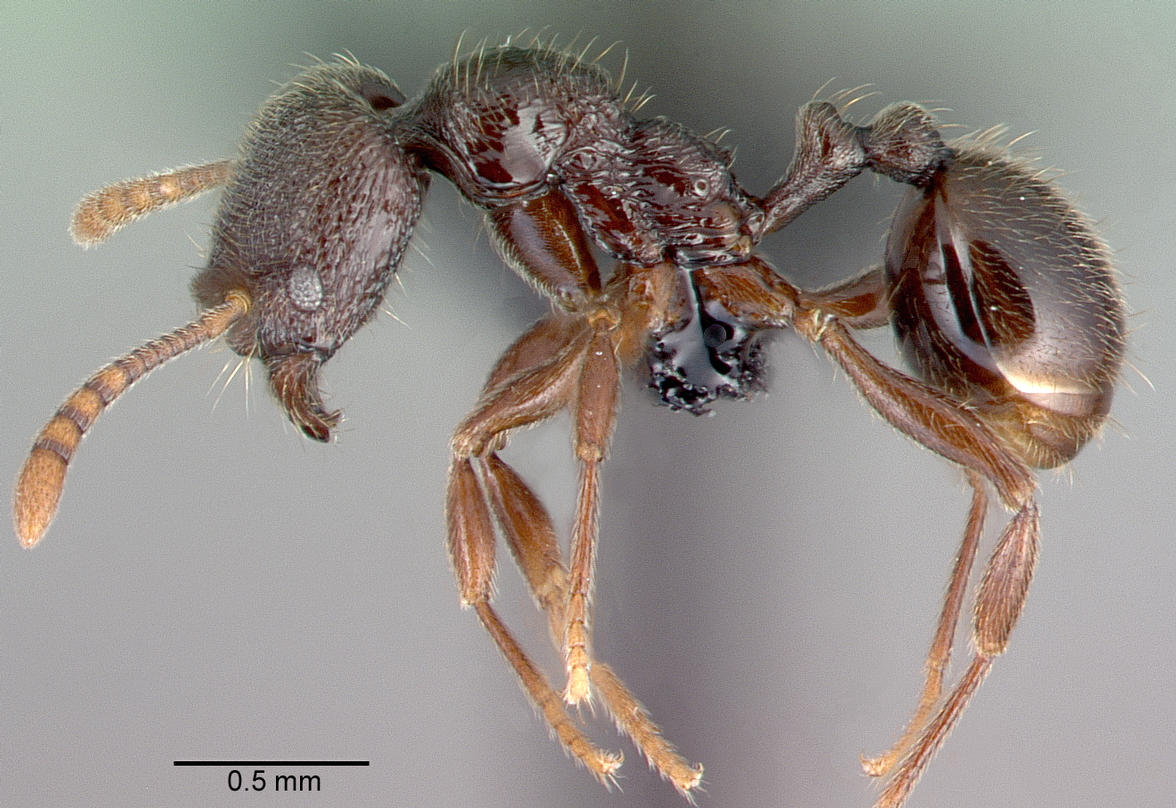